# Općina Črnomelj
Općina Črnomelj (slo.:Občina Črnomelj) je općina u jugoistočnoj Sloveniji u pokrajini Dolenjskoj i statističkoj regiji Jugoistočna Slovenija. Središte općine je grad Črnomelj s 5.854 stanovnika. Hrvatskim jezikom kao materinjim govori 913 stanovika što je 6,3% od ukupnoga broja stanovnika.

## Zemljopis
Općina Črnomelj nalazi se u južnom dijelu Slovenije i pogranična je prema Hrvatskoj. Općina obuhvća zapadni dio povijesne pokrajine Bele Krajine. U južnom dijelu općine nalazi se dolina granične rijeke Kupe, koje ka sjeveru prelazi u gorje i u sjevernom dijelu općine u planinu Kočevski Rog.
U nižim dijelovima općine vlada umjereno kontinentalna klima, a u višim vlada njena oštrija, planinska varijanta. Najveći vodotok je pogranična rijeka Kupa. Svi ostali vodotoci su manji i pritoke su Kupe.

## Naselja u općini
Adlešiči, Balkovci, Bedenj, Belčji Vrh, Bistrica, Blatnik pri Črnomlju, Bojanci, Brdarci, Breg pri Sinjem Vrhu, Breznik, Butoraj, Cerkvišče, Dalnje Njive, Damelj, Dečina, Desinec, Deskova vas, Dobliče, Doblička Gora, Dolenja Podgora, Dolenja vas pri Črnomlju, Dolenjci, Dolenji Radenci, Dolenji Suhor pri Vinici, Dolnja Paka, Draga pri Sinjem Vrhu, Dragatuš, Dragovanja vas, Dragoši, Drenovec, Drežnik, Črešnjevec pri Dragatušu, Črnomelj, Čudno selo, Fučkovci, Golek pri Vinici, Golek, Gorenja Podgora, Gorenjci pri Adlešičih, Gorenji Radenci, Gorica, Gornja Paka, Gornji Suhor pri Vinici, Griblje, Grič pri Dobličah, Hrast pri Vinici, Jankoviči, Jelševnik, Jerneja vas, Kanižarica, Knežina, Kot ob Kolpi, Kovača vas, Kovačji Grad, Kvasica, Lokve, Mala Lahinja, Mala sela, Mali Nerajec, Marindol, Mavrlen, Mihelja vas, Miklarji, Miliči, Močile, Naklo, Nova Lipa, Obrh pri Dragatušu, Ogulin, Otovec, Paunoviči, Perudina, Petrova vas, Pobrežje, Podklanec, Podlog, Prelesje, Preloka, Pribinci, Purga, Pusti Gradec, Rodine, Rožanec, Rožič Vrh, Ručetna vas, Sečje selo, Sela pri Dragatušu, Sela pri Otovcu, Sinji Vrh, Sodevci, Srednji Radenci, Stara Lipa, Stari trg ob Kolpi, Stražnji Vrh, Svibnik, Šipek, Špeharji, Talčji Vrh, Tanča Gora, Tribuče, Tušev Dol, Učakovci, Velika Lahinja, Velika sela, Veliki Nerajec, Vinica, Vojna vas, Vranoviči, Vrhovci, Vukovci, Zagozdac, Zajčji Vrh, Zapudje, Zastava, Zilje, Zorenci, Žuniči

## Vanjske poveznice
- Službena stranica općine